# アン・クムー・プデム
アン・クムー・プデム（カタルーニャ語: En Comú Podem）はプデム・カタルーニャ、カタルーニャ緑のためのイニシアティブ（ICV）、アスケーラ・ウニーダ・イ・アルタルナティーバ（EUiA）、エクオ、バルサローナ・アン・クムーなどの左翼政党によって2015年12月の総選挙でカタルーニャ州の4県選挙区で立候補するために同年10月に設立された選挙連合である。バルセロナ県選挙区（Circunscripción electoral de Barcelona）の候補者リスト第1位には歴史家のシャビエル・ドゥメナク（Xavier Domènech）が選ばれた。 
アン・クムー・プデムは、自身の議員グループを持ち、パブロ・イグレシアスのグループとつなぎ合わせることによって、ポデーモスとの間の関係を対等なものにするという構想が建てられた。そして、カタルーニャ独立派ではあるが左翼の、カタルーニャ共和主義左翼（ERC）内のいくつかのグループとの間で合意することをあきらめず、また人民統一候補（CUP）に接近する方法を模索した。